# Martín Pascual Castillo
Martín Pascual Castillo (Madrid, 4 de agosto de 1999) es un futbolista español. Juega de defensa o centrocampista y su equipo es el C. D. Mirandés de la Segunda División de España.

## Trayectoria
Nacido en Madrid, se unió a los juveniles del Rayo Vallecano en 2017 procedente de la A. D. Unión Adarve. Hizo su debut con el Rayo Vallecano "B" el 26 de agosto de 2018, comenzando en una victoria en casa  por 2-1 frente al contra el C. D. San Fernando de Henares en Tercera División. 
En verano de 2019 convenció durante la pretemporada a Paco Jémez y formó parte de la primera plantilla del equipo de Segunda División.
El 17 de agosto de 2019 debutó con el Rayo Vallecano en Segunda División en un encuentro frente al C. D. Mirandés que terminaría con empate a dos goles. Tuvo un debut breve, ya que sería expulsado a los 7 minutos de partido por una entrada fortuita.
De cara a la temporada 2021-22 fue cedido al Villarreal C. F. "B". Con este equipo logró el ascenso a la Segunda División, categoría en la que volvería a jugar con la U. D. Ibiza que logró su cesión por un año.
El 18 de agosto de 2024 abandonó definitivamente el conjunto vallecano al ser traspasado al Atlético de Madrid "B". Disputó 34 encuentros en la Primera Federación y un año después de su llegada se unió al C. D. Mirandés por una temporada.

## Clubes
| Club                          | País   | Año       | Partidos (goles) |
| ----------------------------- | ------ | --------- | ---------------- |
| Rayo Vallecano "B"            | España | 2018-2019 | 30 (5)           |
| Rayo Vallecano                | España | 2019-2024 | 25 (0)           |
| Villarreal C. F. "B" (cedido) | España | 2021-2022 | 24 (0)           |
| U. D. Ibiza (cedido)          | España | 2022-2023 | 35 (0)           |
| Atlético de Madrid "B"        | España | 2024-2025 | 34 (0)           |
| C. D. Mirandés                | España | 2025-     |                  |